# Abukir

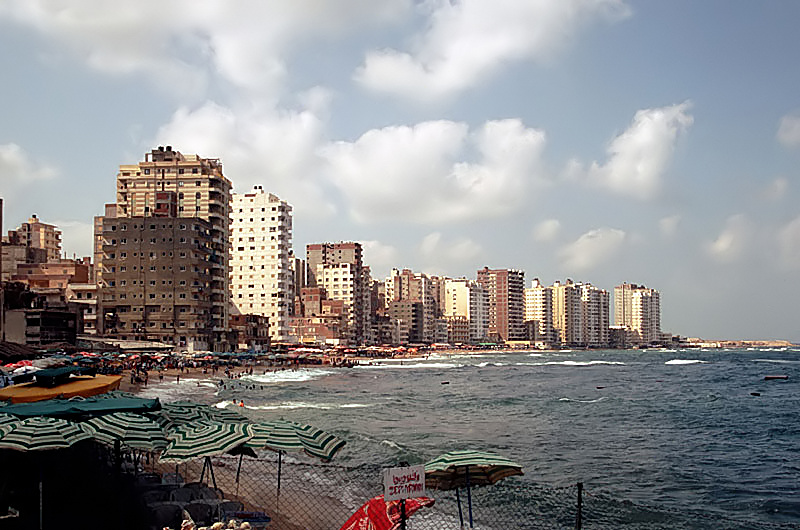
Stranden i Abukir.

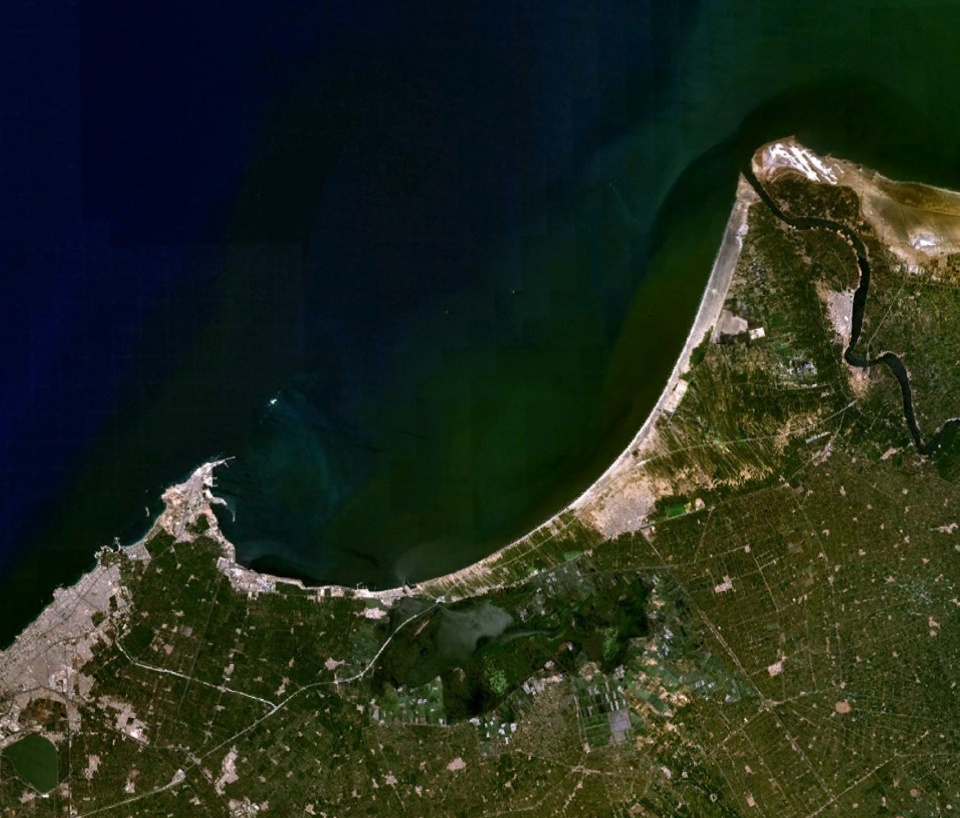
Satellitbild av Abukirbukten.

Abukir (arabiska: أبو قير, Abu Qīr) är en ort i guvernementet Alexandria i Egypten. Den är belägen i Abukirbukten, 21 km nordost om centrala Alexandria, vid ungefär samma plats som den antika staden Kanopos var belägen.
Abukir är känt för två slag under det franska egyptiska fälttåget: slaget vid Nilen (1798) och slaget vid Abukir (1799).
Brittiska trupper landsteg i mars 1801 vid Abukir för att bekämpa Napoleon Bonapartes kvarlämnade Egyptenexpedition. Fransmänen led flera gånger nederlag mot britterna och tvingades att kapitulera i december samma år varpå de var tvungna utrymma Egypten.